# New Holland (Pennsylvania)
New Holland è un comune (borough) degli Stati Uniti d'America, situato nello Stato della Pennsylvania, nella contea di Lancaster.
Il comune di New Holland è famoso per aver creato una tra le più famose aziende motoristiche, appunto la New Holland Agriculture.